# Palazzo Jöchlsthurn
Palazzo Jöchlsthurn (in tedesco solo Jöchlsthurn o ancora, ma più raramente, Jöchlsturm) è un palazzo fortificato che si trova a Vipiteno (BZ), non lontano dalle mura cittadine e dalla Torre delle Dodici . Oggi è sede del Museo provinciale delle miniere, e vi sono raccolte testimonianze della vita nelle miniere della zona dal medioevo all'epoca moderna.
Non si tratta di un vero e proprio castello, quanto di una residenza signorile del XV secolo, più volte ampliata nel corso dei secoli, e che tuttavia del castello, grazie alle merlature ed alla forma particolare, conserva l'aspetto.

## Storia
Deve il nome alla famiglia Jöchl, originaria di Stegen-Stegona (oggi nel comune di Brunico), che si trasferì a Vipiteno nel 1460 per curare i propri interessi minerari a Monteneve (Schneeberg), acquistando quella che - all'epoca - era solo una torre merlata (oggi la parte centrale del palazzo). Ed appunto alla sua forma deve la seconda parte del suo nome (sia Thurn che Turm indicano infatti una torre), nome col quale gli Jöchl vennero nobilitati con il titolo di Jöchl von Jöchlsthurn. I lavori e gli ampliamenti che vi svolse la famiglia nell'arco di oltre un secolo diedero al Jöchlsthurn sostanzialmente l'aspetto attuale.
Nel 1643 il castello passò ai conti Enzenberg zum Freyen- und Jöchlsthurn, che lo hanno posseduto fino al 2023. A partire dal 1836 e fino agli anni ottanta del '900 il palazzo è stato sede della pretura, sia sotto l'Austria-Ungheria che sotto l'Italia.

## Descrizione
Degni di nota sono soprattutto gli affreschi del XV-XVI secolo, i soffitti tardogotici in legno (XV secolo) e la cappella.
Un epitaffio degli Jöchl oggi si trova nella National Gallery di Dublino in Irlanda.